# Doratulina notatus
Doratulina notatus är en insektsart som beskrevs av William Lucas Distant 1918. Doratulina notatus ingår i släktet Doratulina och familjen dvärgstritar. Inga underarter finns listade i Catalogue of Life.